# Alpen-Milchlattich
Der Alpen-Milchlattich (Cicerbita alpina (L.) Wallr., Syn.: Lactuca alpina (L.) A.Gray, Mulgedium alpinum (L.) Less.) ist eine Pflanzenart innerhalb der Familie der Korbblütler (Asteraceae).

## Beschreibung

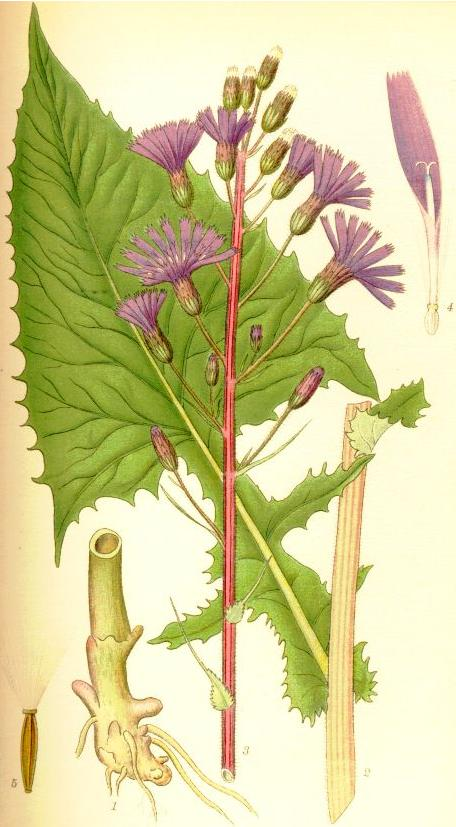
Illustration

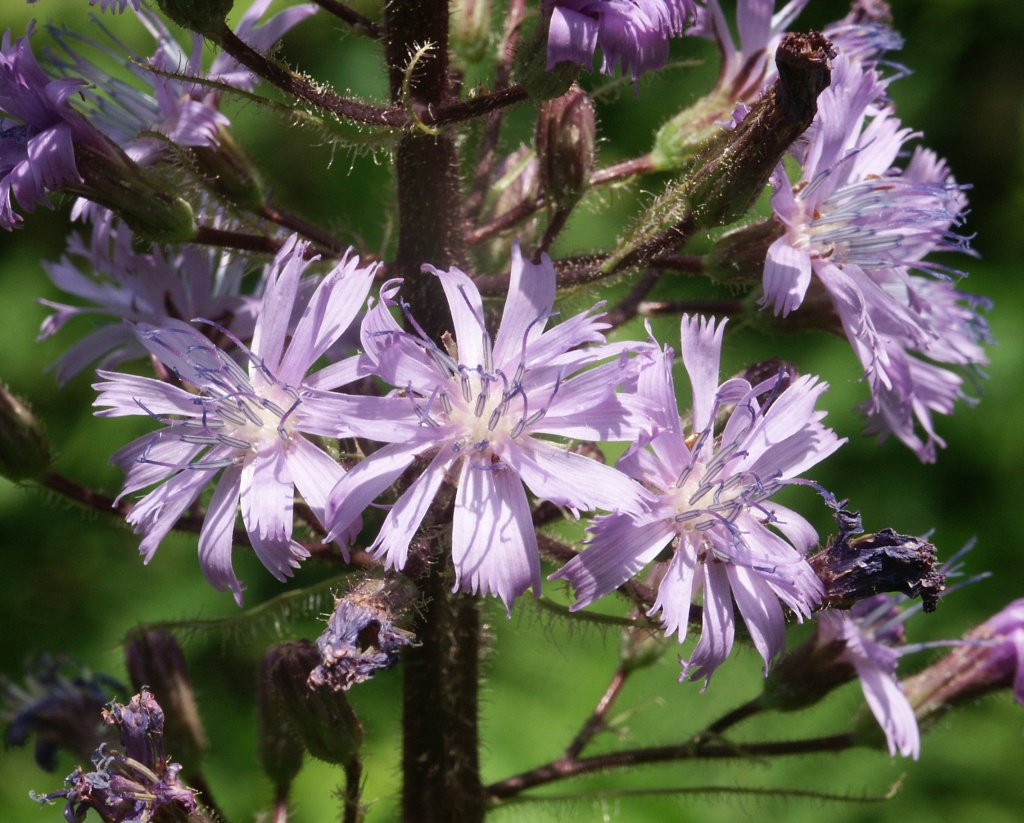
Ausschnitt eines Gesamtblütenstandes mir körbchenförmigen Teilblütenständen

### Vegetative Merkmale
Beim Alpen-Milchlattich handelt es sich um eine ausdauernde krautige Pflanze, die Wuchshöhen von meist 60 bis 140 (selten bis zu 240) Zentimetern erreicht. Der kräftige, aufrechte Stängel ist hohl, im unteren Teil steifhaarig und oben dicht braunrot drüsenborstig und violett überlaufen. Er ist einfach oder von der Mitte an traubig verzweigt.
Die unteren Laubblätter sind gestielt. Die Blattspreiten sind leierförmig fiederteilig mit einem dreieckigen bis spießförmigen Endabschnitt, der bei den unteren Laubblättern oft Längen von über 10 Zentimetern aufweist. Jedes Blatt hat bis zu drei Paar Seitenzipfel. Die oberen Laubblätter sind einfach, sitzend und zum Teil stängelumfassend, mit spitzen Zipfeln. Die Blätter im oberen Teil der Pflanze sind genau wie der Stängel dort deutlich drüsig behaart, im unteren und mittleren Teil dagegen kahl.

### Generative Merkmale
Die Blütezeit reicht von Juli bis September. Der traubig-rispige Gesamtblütenstand ist meist deutlich länger als breit und enthält zahlreich körbchenförmige Teilblütenstände. Die Blütenkorbschäfte sind braun behaart. Die Hülle ist 10 bis 15 Millimeter lang, lang drüsig behaart und schmutzig braun-grün. Die Blütenkörbe weisen einen Durchmesser von etwa 2 Zentimetern auf. Die Zungenblüten sind blauviolett.
Die Achänen sind länglich-linealisch und gegen das obere Ende etwas verschmälert, mit fünf kräftigen Haupt- und noch mehr schwächeren Seitenrippen; sie sind am Rand nicht geflügelt. Der Pappus ist 7 Millimeter lang.
Die Chromosomenzahl beträgt 2n = 18.

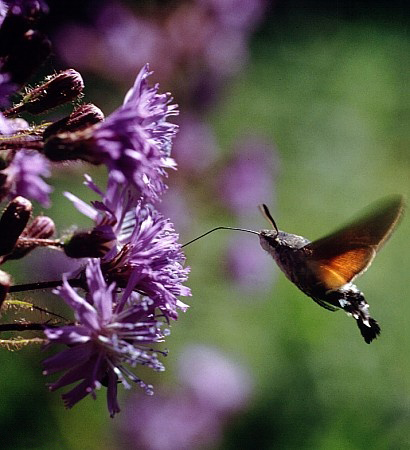
Taubenschwänzchen saugt am Alpen-Milchlattich

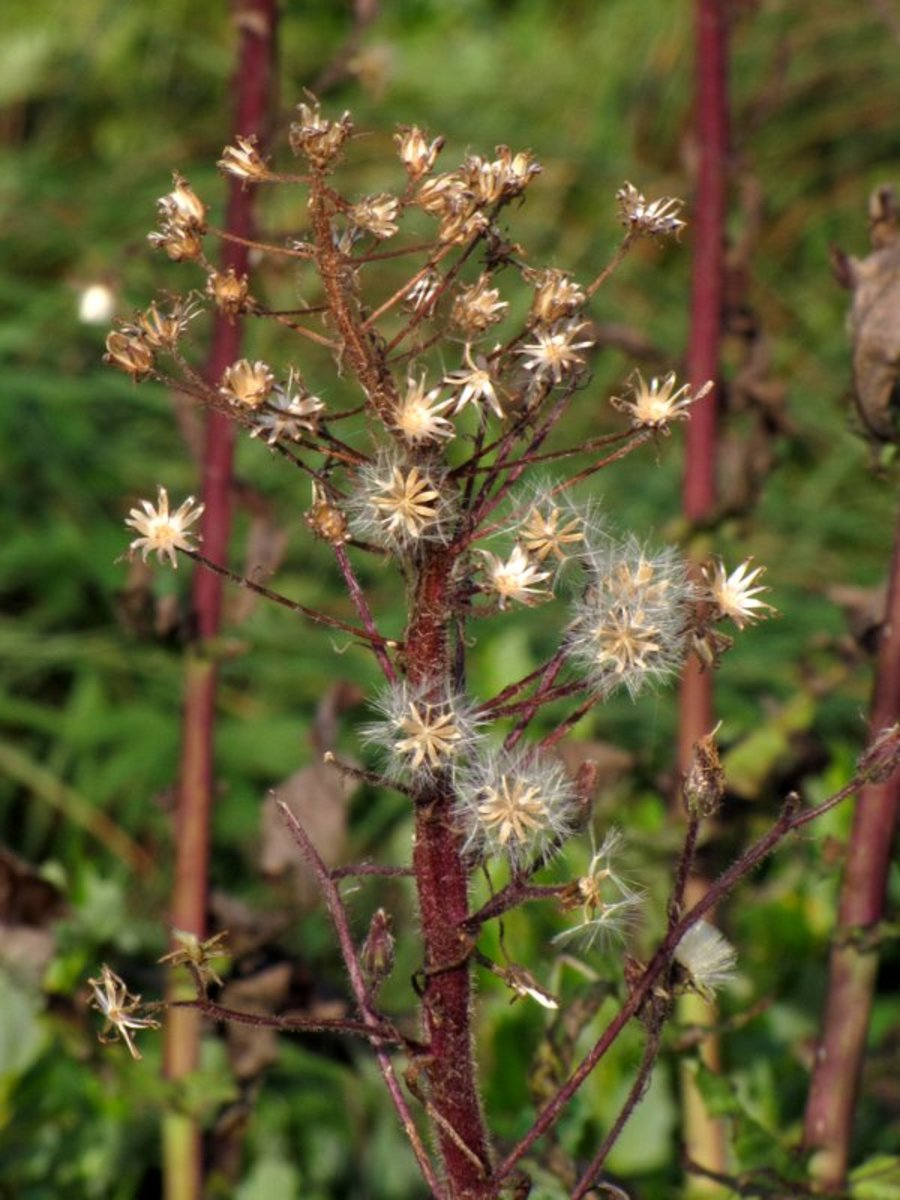
Fruchtstand

## Ökologie
Der Alpen-Milchlattich ist ein in Gruppen wachsender Hemikryptophyt. Er ist ein Mullbodenwurzler.
Die Bestäubung erfolgt durch Hummeln, Schwebfliegen Falter und Käfer. Selbstbestäubung beim Zurückkrümmen der Griffeläste ist nicht möglich. Die Blütenkörbchen sind nachts und bei Regen geschlossen.
Als „Schädlinge“ treten gelegentlich große Mengen von des grünlich oder blau schillernden Blattkäfers Oreina cacaliae auf, die die Laubblätter bis auf die Blattrippen kahl fressen können.
Der Alpen-Milchlattich ist Wirtspflanze vom Rostpilz Puccinia mulgedii. Auch Puccinia prenanthis und Bremia lactucae wurden schon am Alpen-Milchlattich beobachtet.

## Vorkommen
Es gibt Fundortangaben von Cicerbita alpina in den Ländern Spanien, Andorra, Frankreich, Vereinigtes Königreich, Norwegen, Schweden, Finnland, Deutschland, Österreich, Liechtenstein, die Schweiz, Italien, Slowenien, Kroatien, Serbien, Bosnien und Herzegowina, Albanien, Montenegro, Bulgarien, Rumänien, Nordmazedonien, Griechenland, Tschechien, die Slowakei, Polen, die Ukraine und Russland.
Der Alpen-Milchlattich ist in den Alpen, vor allem in Höhenlagen von 1000 bis 2000 Meter recht verbreitet. Auch in den höheren Mittelgebirgen Europas kann man ihn zerstreut finden. In Island ist Cicerbita alpina ein Neophyt. In den Allgäuer Alpen steigt der Alpen-Milchlattich am Nordfuß des Kratzers in Bayern bis zu einer Höhenlage von 2000 Meter auf. Im Kanton Glarus erreicht er eine Höhenlage von 2200 Meter, im Schanfigg 2040 Meter.
Der Alpen-Milchlattich gedeiht auf nährstoffreichen Böden, die sich über Kalk- und Silikatgestein entwickeln. Er wächst vor allem in subalpinen Hochstaudenfluren und in Bergwäldern. Er ist eine Charakterart des Cicerbitetum alpinae, kommt aber auch in anderen Gesellschaften des Verbands Adenostylion oder im Aceri-Fagetum vor.
Die ökologischen Zeigerwerte nach Landolt et al. 2010 sind in der Schweiz: Feuchtezahl F = 4 (sehr feucht), Lichtzahl L = 3 (halbschattig), Reaktionszahl R = 3 (schwach sauer bis neutral), Temperaturzahl T = 2 (subalpin), Nährstoffzahl N = 4 (nährstoffreich), Kontinentalitätszahl K = 2 (subozeanisch).

## Taxonomie
Die Erstveröffentlichung erfolgte 1753 unter dem Namen (Basionym) Sonchus alpinus durch Carl von Linné in Species Plantarum, Seite 794. Die Neukombination zu Cicerbita alpina (L.) Wallr. wurde 1822 durch Friedrich Wilhelm Wallroth in Schedulae Criticae de Plantis Florae Halensis Selectis ..., Seite 434 veröffentlicht.

## Nutzung
Der Alpen-Milchlattich ist bei Bergbauern sehr beliebt, weil er angeblich die Milchleistung der Kühe steigert. Zahlreiche Volksnamen wie Milchkraut, Milchdistel, Schmettenwurz (Schmetten = Rahm), Chalberchernechrut beziehen sich darauf. Wird in manchen Gegenden der Westschweiz als „Tzougras“ eigens zu Futterzwecken gesammelt. Die Sami essen die bitter schmeckenden Stängel in Rentiermilch gekocht als Gemüse.